# Distrito de Vogtland
El distrito de Vogtland es un Landkreis (distrito) situado al sudoeste del land (estado federado) de Sajonia, en Alemania). Limita al norte y al oeste con el estado de Turingia (distritos de Greiz y Saale-Orla, al este con los distritos de Zwickau y Montes Metálicos, al sur con la República Checa, en concreto con la Región de Karlovy Vary, y al sudoeste con el estado de Baviera (Distrito de Hof). La ciudad de Plauen es la capital del distrito.

## Geografía
El territorio del distrito recae prácticamente sobre la región histórica de Vogtland al sudoeste de la sierra de los Montes Metálicos (Montes Metálicos Occidentales) y ocupa gran parte del paisaje de la zona. Los ríos más importantes son el Mulda de Zwickau y el Elster Blanco.

## Historia
El distrito de Vogtland se formó el 1 de enero de 1996 mediante la unión de los distritos de Auerbach (Kfz-Kennz. AE), Klingenthal y Oelsnitz (ambos OVL), Reichenbach (RC) y Plauen (PL). En la ulterior reforma de 2008 la hasta entonces ciudad independiente (kreisfreie Stadt) de Plauen se incorporó al distrito.

## Tráfico
Dentro del territorio del distrito, cerca de Auerbach se encuentra el Aeropuerto de Auerbach (ICAO-Code EDOA), que en el año 2005 tuvo una ampliación para acomodar la recepción de más pasajeros.

## Composición del distrito
(Número de habitantes a 31 de diciembre de 2022)
| Städte 1. Adorf/Vogtl. (4.729) 2. Auerbach/Vogtl. (17.759) 3. Bad Elster (3.644) 4. Elsterberg (3.738) 5. Falkenstein/Vogtl. (7.692) 6. Klingenthal (7.764) 7. Lengenfeld (7.013) 8. Markneukirchen (7.237) 9. Netzschkau (3.765) 10. Oelsnitz/Vogtl. (9.951) 11. Pausa-Mühltroff (4.745) 12. Plauen (64.763) 13. Reichenbach im Vogtland (20.371) 14. Rodewisch (6.451) 15. Schöneck/Vogtl. (2.997) 16. Treuen (7.704) | Municipios 1. Bad Brambach (1.712) 2. Bergen (945) 3. Bösenbrunn (1.073) 4. Eichigt (1.138) 5. Ellefeld (2.531) 6. Grünbach, Höhenluftkurort (1.693) 7. Heinsdorfergrund (1.945) 8. Limbach (1.401) 9. Muldenhammer (2.887) 10. Mühlental [Sitz: Marieney] (1.236) 11. Neuensalz (2.045) 12. Neumark (2.915) 13. Neustadt/Vogtl. (972) 14. Pöhl [Sitz: Jocketa] (2.436) 15. Rosenbach (4.027) 16. Steinberg [Sitz: Rothenkirchen] (2.664) 17. Theuma (1.004) 18. Tirpersdorf (1.367) 19. Triebel/Vogtl. (1.187) 20. Weischlitz (5.700) 21. Werda (1.474) |